# Otavi

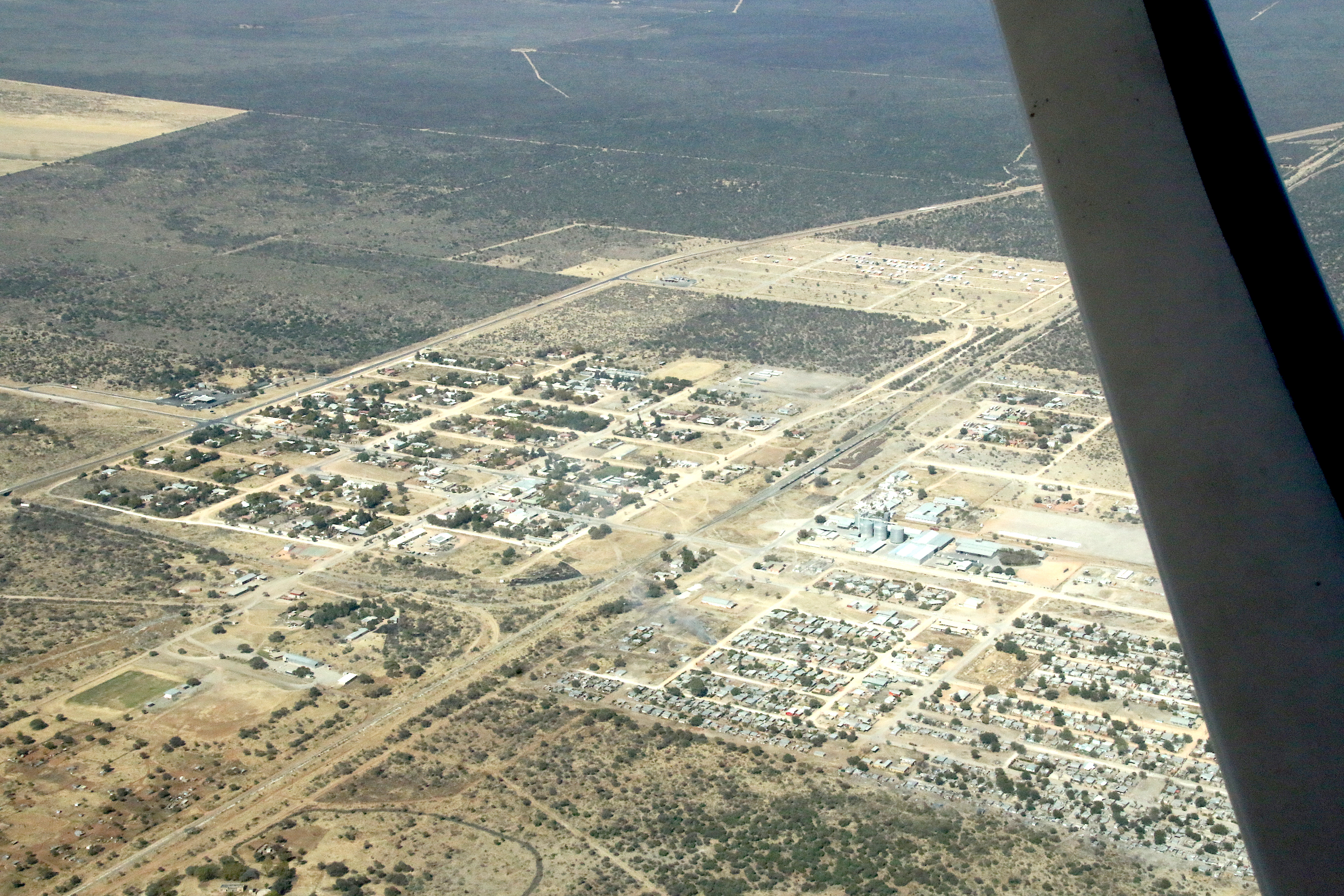
Otavi, vista desde el aire.

Otavi es una pequeña población agrícola en el norte de Namibia, y también el nombre de un distrito electoral de la provincia de Otjozondjupa. La población del distrito electoral es 11.620 habitantes (censo de 2001).
Junto con las comunidades de Tsumeb al nordeste, y Grootfontein al este, la ciudad de Otavi es la parte del Triángulo de Otavi. Esta configuración geográfica es a veces llamada como el Triángulo de Oro o el Triángulo de Maíz, debido al cultivo del maíz y trigo en la zona. Las tres ciudades en el Triángulo están aproximadamente a 60 kilómetros la uno de la otra. También en las cercanías están las montañas Otavi, conocidas por su riqueza mineral.
El 1º de julio de 1915, el Ejército Imperial Alemán fue derrotado en Otavi por tropas sudafricanas marcando el final de la Campaña de África del Sudoeste; el 9 de julio se rindieron cerca y firmaron el Tratado de Paz de Khorab. Hay un monumento conmemorativo de este acontecimiento pocos kilómetros a las afueras de Otavi.